# Bal w Moulin de la Galette
Bal w Moulin de la Galette (fr. Bal du moulin de la Galette) – obraz olejny o wymiarach 131 × 175 cm, autorstwa francuskiego malarza impresjonisty Auguste’a Renoira, namalowany w roku 1876.
Jedna z trzech wersji obrazu została namalowana w 1876. Modelami byli, podobnie jak w innych dziełach, przyjaciele artysty. Mniejsza wersja dzieła znajduje się obecnie w Musée d’Orsay, większa zaś w John Hay Whitney Collection w Nowym Jorku. Obraz był wcześniej własnością Chocqueta. Większa wersja, zaprezentowana na trzeciej wystawie impresjonistów w 1877 roku, została przekazana Muzeum Luwru przez Gustave’a Caillebote’a w testamencie napisanym w listopadzie 1876. Podobnie stało się z innymi obrazami zmarłego w wieku dwudziestu siedmiu lat kolekcjonera.
Modelami do postaci tancerzy byli przyjaciele autora, którzy pomagali mu przenosić płótno: Franc-Lamy, Norbert Gœneutte, Georges Rivière, Henri Gervex, Frédéric Samuel Cordey, Eugène Pierre Lestringuez, Paul Lhote. Ich partnerki Renoir wybierał spośród dziewcząt, które przychodziły co niedzielę tańczyć do starego Moulin.
Bal w Moulin de la Galette powstał rzeczywiście w paryskim Moulin de la Galette.